# ベネッセアートサイト直島

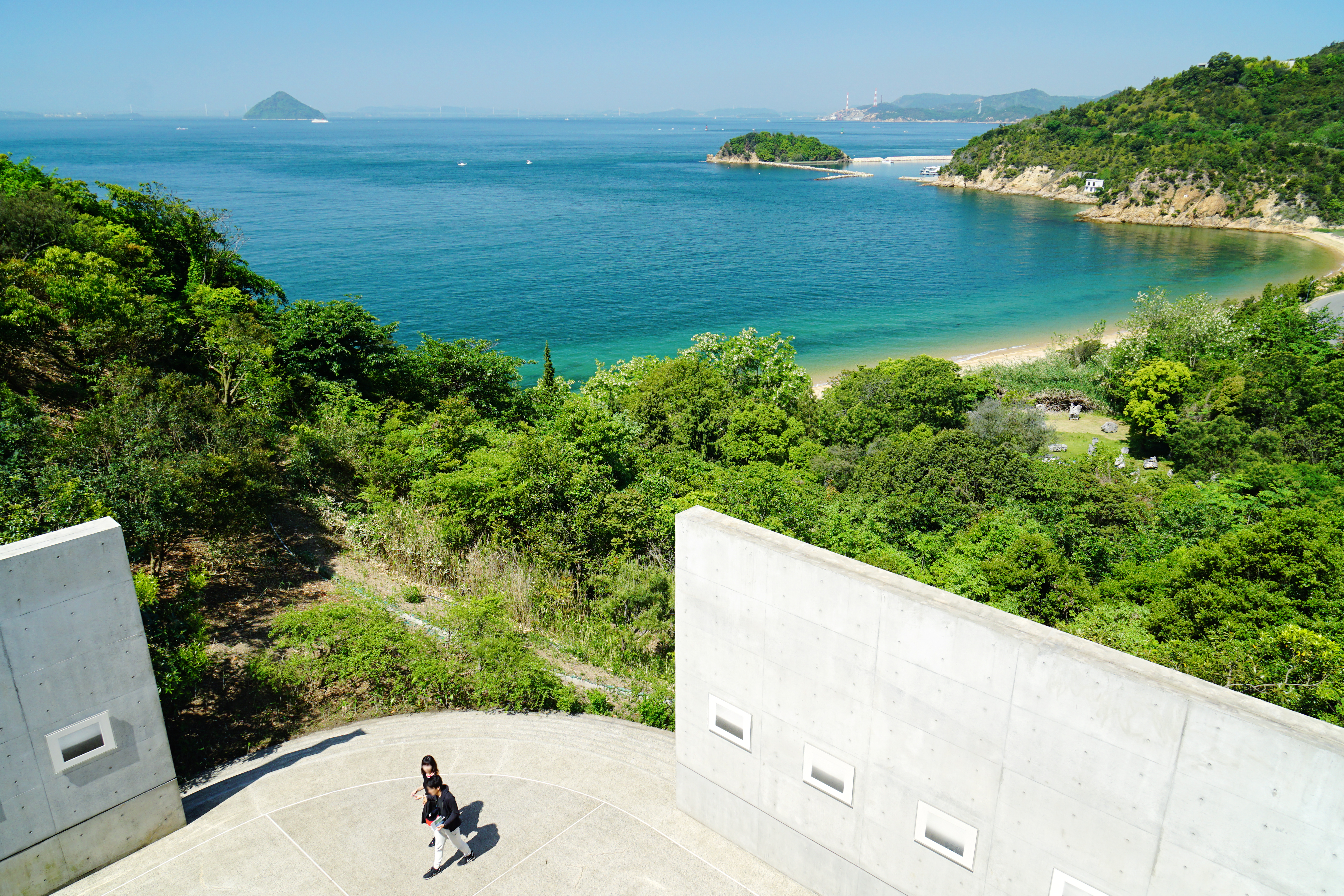
ベネッセハウス「ミュージアム」屋上庭園から瀬戸内海を望む

ベネッセアートサイト直島（ベネッセアートサイトなおしま、英文名称：Benesse Art Site Naoshima）は、岡山市に本拠を置く出版・教育関連企業ベネッセコーポレーションが、瀬戸内海に浮かぶ離島・直島、豊島、犬島で展開する、現代美術に関わるさまざまな活動の総称。地中美術館、ベネッセハウス、家プロジェクト、南瓜に代表される屋外作品（島内の海岸や集落を使ったアート作品のインスタレーション）、その他刊行物やシンポジウムなどを含んでいる。

## 概要
福武總一郎の主導の下ベネッセコーポレーションが1980年代後半より美術館・ホテル・キャンプ場の複合体「直島文化村」で行ってきたアート活動が、直島島内の海岸や古民家や路地なども舞台となるようになり、もはや美術館内部に納まらない規模になってきたため、2004年（平成16年）7月より「直島文化村」ほか島内のアート活動の総称を「ベネッセアートサイト直島」に改称した。以前からの企業コレクションであった美術品も多いが、ベネッセハウスの構造や瀬戸内の景観、集落の歴史などを踏まえて、直島だけのために構想し制作・設置され、直島以外では見られない場所限定的な（サイトスペシフィックな）インスタレーション作品が増えてきたのが特徴。
近年の作品新規購入（設置）の方法としては、「サイトスペシフィック・ワークス（特定の場所でつくられ成立する作品）」、つまり、アーティストを招き、直島や美術館を見て場所を選んでもらい、その場所のためにプランを立て、制作するという手法をとっている。海外などから来た作家が安藤忠雄の美術館建築や直島という場所をどうとらえたかが作品の成立の鍵となっている。癖の強いベネッセハウスの建築や、既にある島の風景や歴史に対し、対峙してそれでも負けない強さを持った作品がそろい、しかもそれを見ているうちに直島の風景や暮らしやベネッセハウスの建築などの隠れた魅力に気づくようになり、それらと自分自身の関係を考え始めるようなきっかけとなる優れた作品が多い。
また安藤忠雄設計のベネッセハウスへの宿泊、島内の集落でのアート作品鑑賞などのコースが、国内の旅行雑誌よりむしろ欧米の高級リゾートホテル誌に取り上げられることが多く、徐々に外国人観光客が増えている。

## 施設と活動

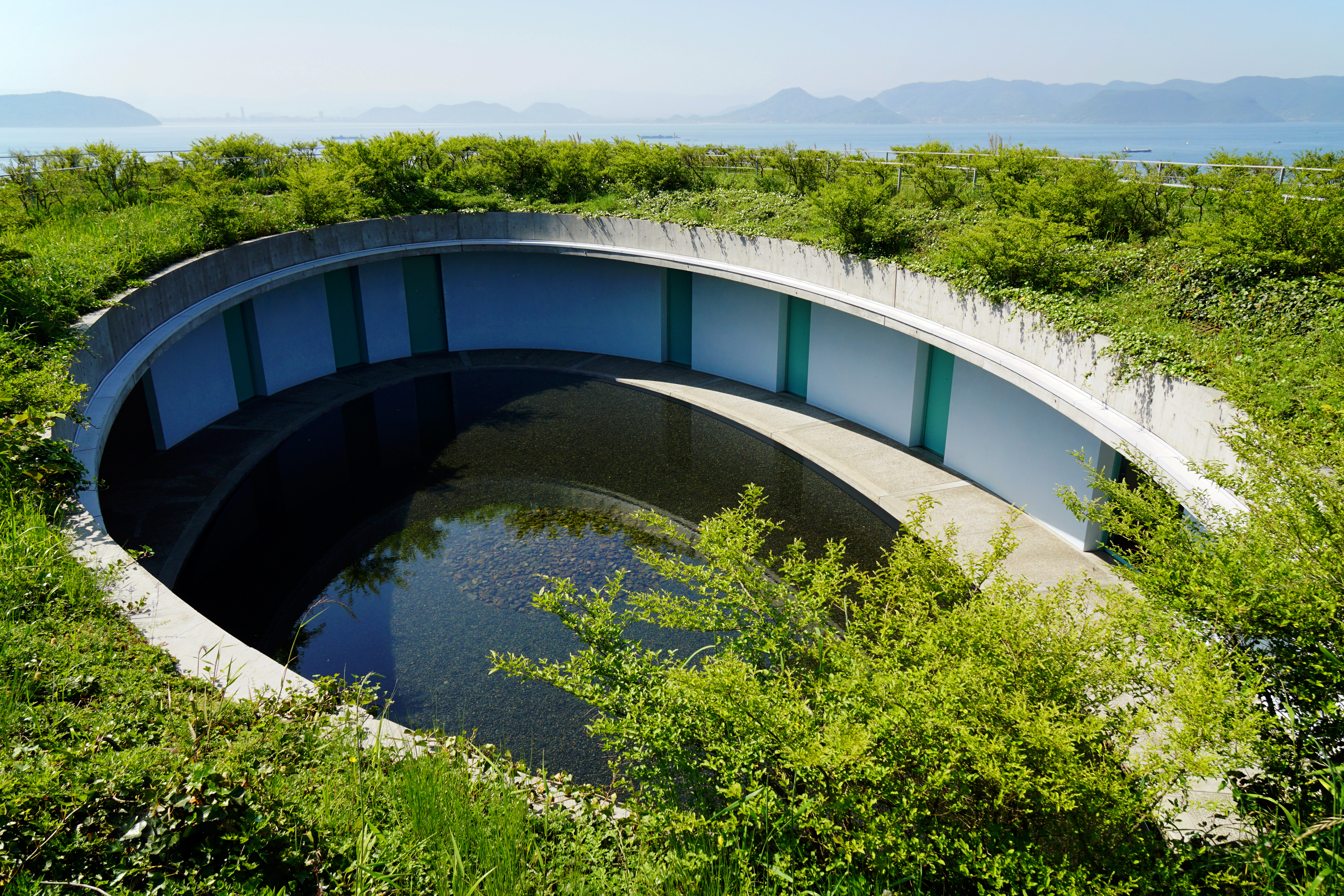
ベネッセハウス「オーバル」

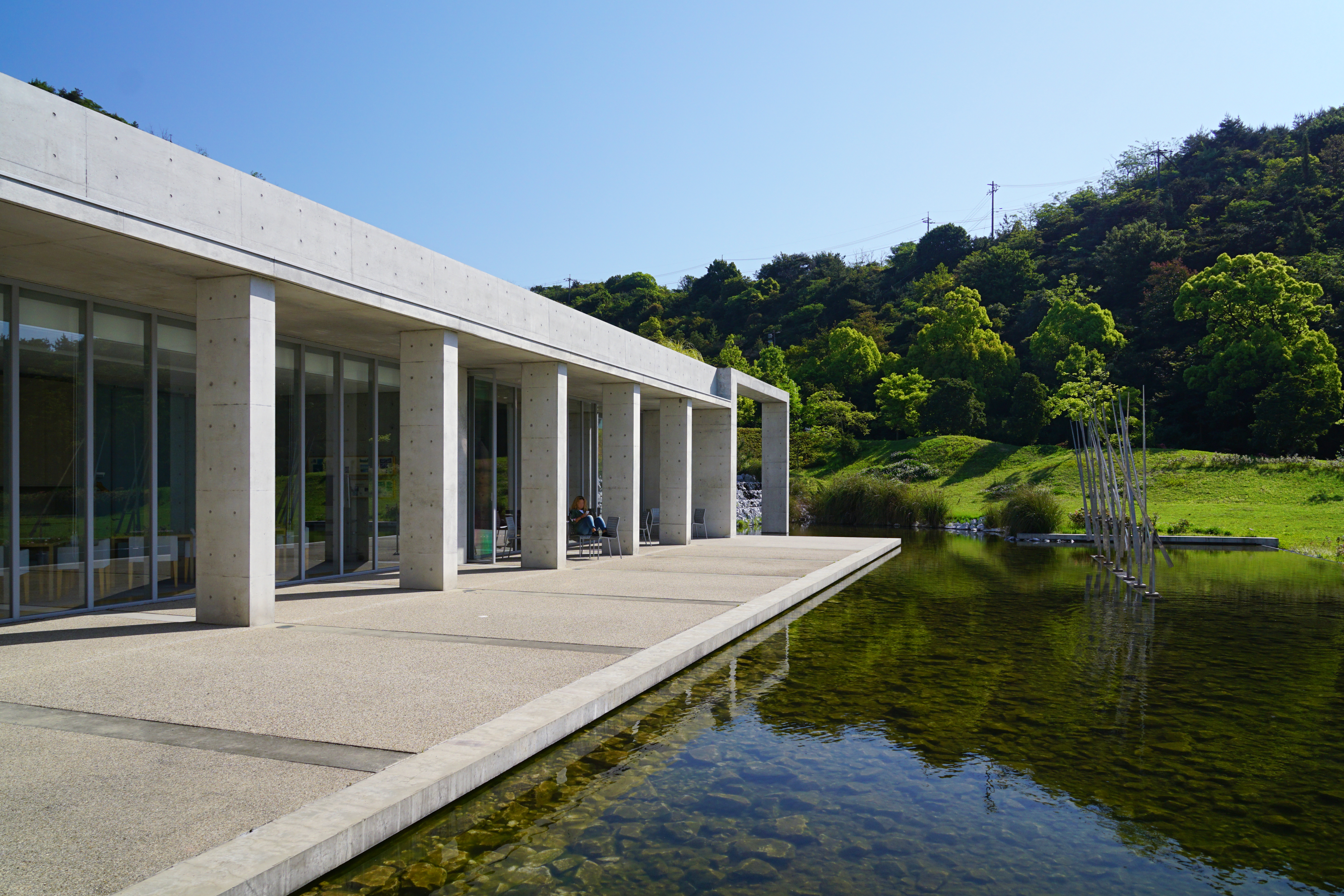
ベネッセハウス「パーク」

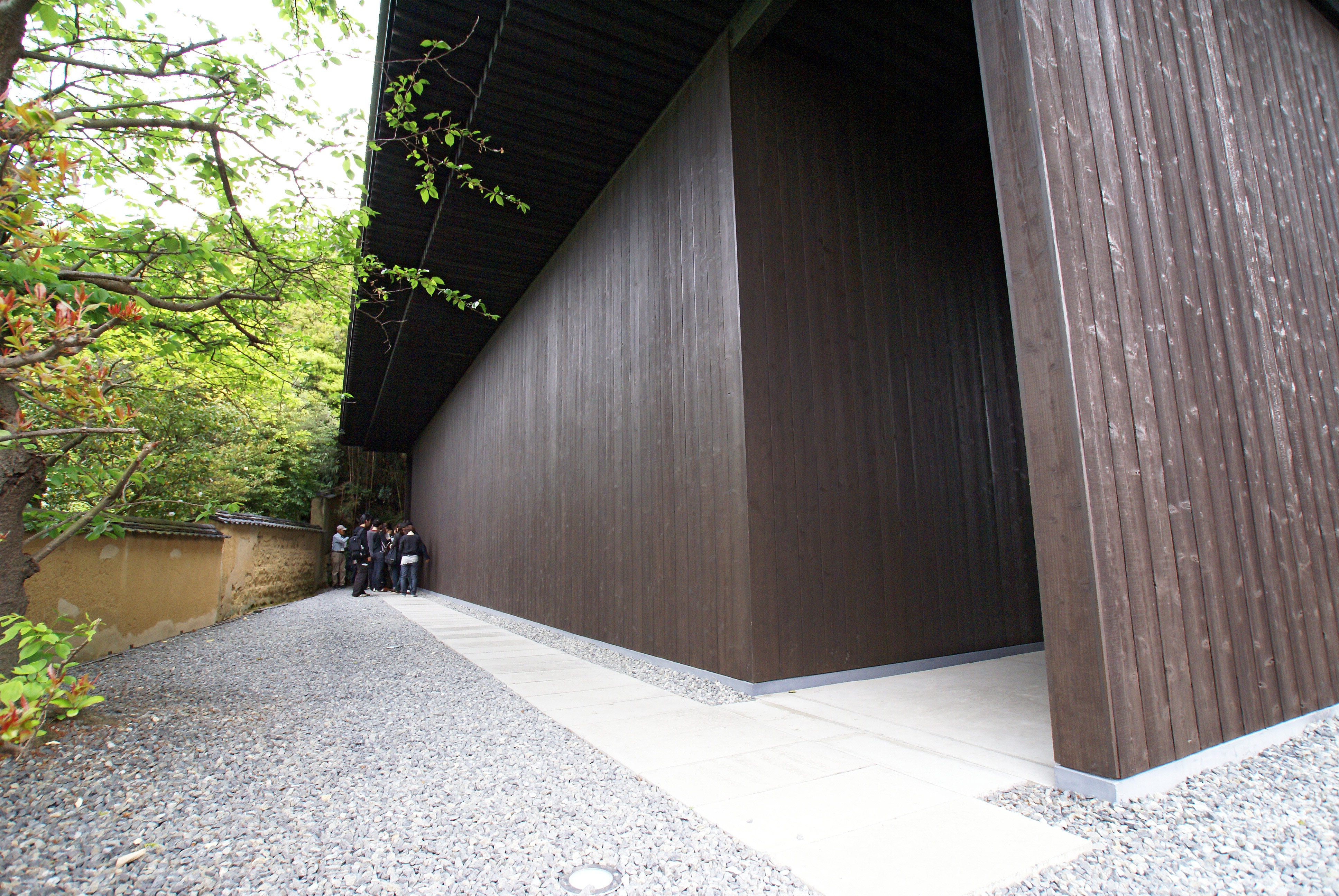
家プロジェクト「南寺」

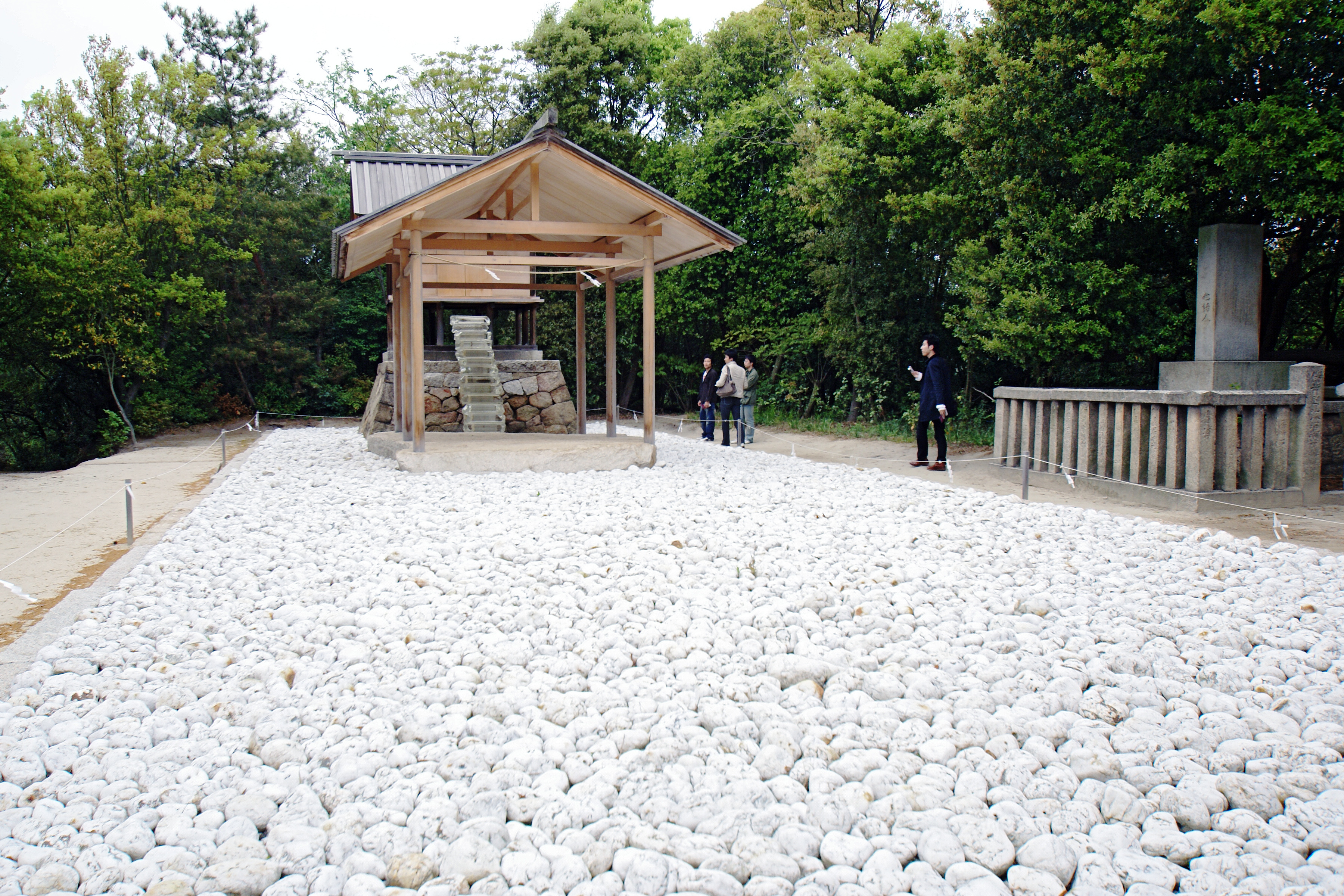
家プロジェクト「護王神社」

- ベネッセハウス - 美術館とホテルの複合施設。安藤忠雄設計。
  - ミュージアム  - 1992年オープン
    - 美術館（旧称・直島コンテンポラリーアートミュージアム）

  - オーバル - 1995年オープン。ミュージアムからスロープカーで登る山頂の施設
  - パーク - 2006年5月20日オープン
  - ビーチ - 2006年5月20日オープン
  - テラス - 2006年5月20日オープン。レストラン棟
  - その他周辺の海岸　…ベネッセハウスとシーサイドパークの間や、専用桟橋に続く海岸沿いの山林や道端、海辺にも野外設置作品がある。
  - シーサイドパーク（旧称・直島国際キャンプ場）琴弾地浜に面する。2005年（平成17年）9月1日から新ホテル（ビーチ、パーク2006年5月20日オープン）建設のため廃止。但し、パオ型宿泊施設はつつじ荘横のキャンプ場に移転して2006年4月1日から復活。
- 家プロジェクト - 島内の集落・本村（ほんむら）の、今は使われていない古民家の修復・町並み保存と同時に、現代美術のインスタレーションを組み合わせて恒久展示場としたもの。中には新築の建物もある。名前は屋号やかつてあった寺社に由来。4件でプロジェクトは完結していたが、2006年の「スタンダード展2」（後述）の際に家屋に展示された作品が3件恒久展示されることになり、2007年9月末から公開された。
  - 角屋（1998年。築200年の屋敷に宮島達男作品を展示、ヴェネツィア・ビエンナーレの作品の直島バージョン。建物修復監修は香川県高松市牟礼町牟礼のイサム・ノグチのアトリエの修復を手がけた建築家・山本忠司）
  - 南寺（1999年。明治時代まで寺のあった場所に周囲や歴史的文脈と調和した建物を新築し、内部にジェームズ・タレルのインスタレーションを展示。安藤忠雄設計）
  - きんざ（2001年。築200年の小さな民家に内藤礼作品を展示、ヴェネツィア・ビエンナーレの作品の直島バージョン。建物修復は内藤礼、木村優、永田直）
  - 護王神社（2002年。写真を使った美術家、杉本博司の構想による作品。老朽化した江戸時代からの神社の本殿・拝殿を建て直し、地下に石室を作ってガラスの階段で本殿とつなぎ、光を採り入れるもの。設計は杉本博司、木村優、設楽敏生）
  - 石橋（2006年。製塩業を営んでいた石橋家に、千住博による「ザ・フォールズ」など19点を展示）
  - はいしゃ（2006年。歯医者だった建物の内外装に大竹伸朗が廃物を設置しペインティングを施した「舌上夢/ボッコン覗」）
  - 碁会所（2006年。碁会所のあった空き地に建物を新築し、須田悦弘による彫刻「椿」を展示）
- 広報誌「直島通信」 - アートサイト直島の関係作家インタビューや、今後の直島の活動方針など。
- シンポジウム「直島会議」 - 美術・建築と地域社会などをテーマに世界からゲストを呼び開催。

### 関連する施設
- 地中美術館（安藤忠雄設計、2004年）

クロード・モネ、ウォルター・デ・マリア、ジェームズ・タレルの3人の作品を、本人たちの構想を最大限生かしながら設置するために、山の上の塩田跡の地下に建設された。2004年オープン。地下にありながら自然光を採り入れ1日のうちでも時間によって作品の見え方が変化するのも魅力のひとつである。
- 李禹煥美術館（安藤忠雄設計、2010年）

2010年6月15日に開館したするもの派の代表的な作家である李禹煥の個人美術館。地中美術館を運営する福武財団が運営する。
従前は来館者の多い繁忙期の土日・祝日にベネッセハウス、地中美術館、つつじ荘の間を運行していたベネッセアートサイト直島のシャトルバスが、2006年5月20日のベネッセハウス新館オープンに伴い毎日の運行になった。ビジター向けのシャトル（ボディカラー青系）は宮浦港まで運行しないが、宿泊者向けのシャトル（ボディカラーあずき色）は宮浦港まで送迎もする。

## 活動の沿革

### 直島文化村建設の経緯

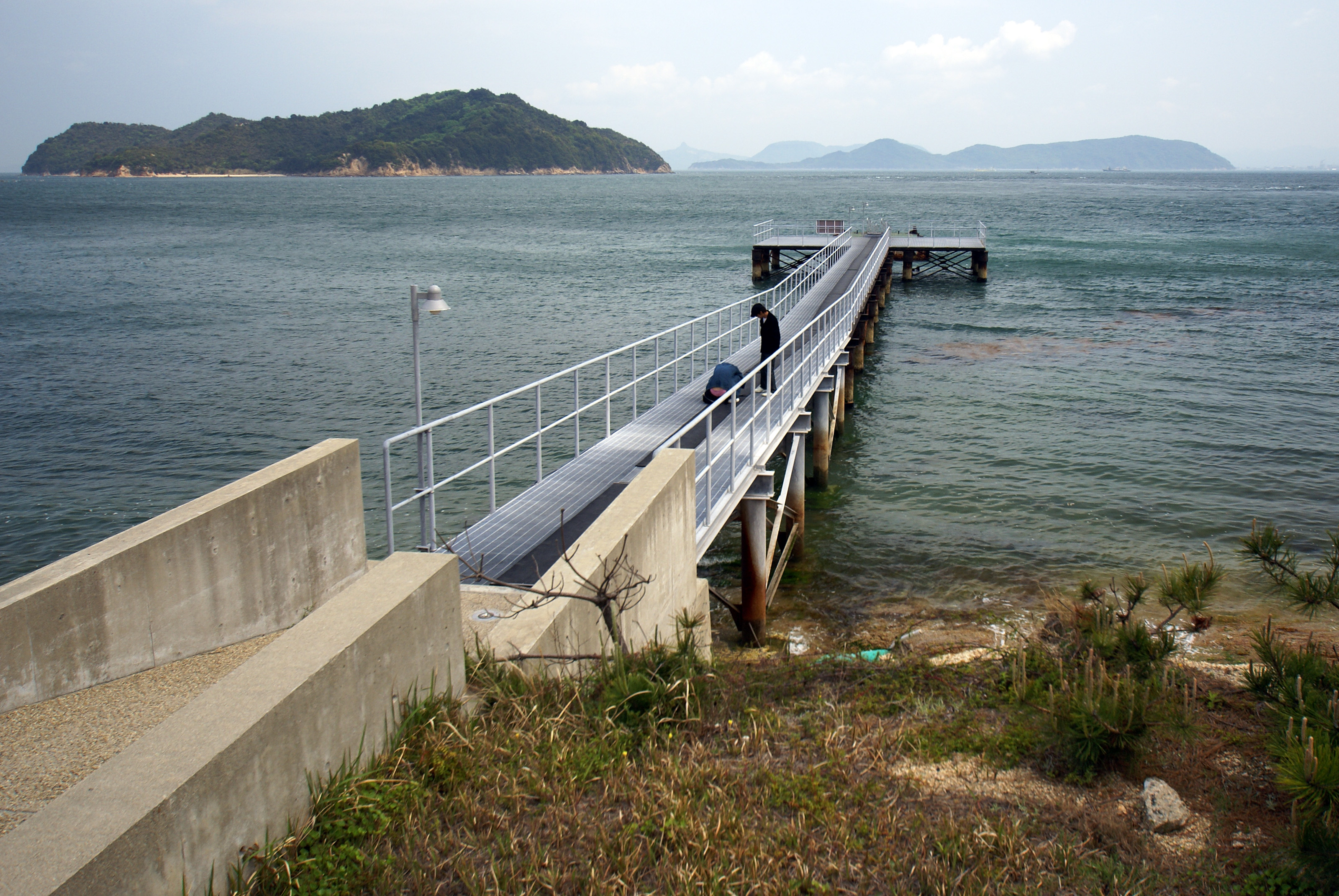
ベネッセハウスの桟橋

直島町は、島の南端の風光明媚な地区を秩序だった文化的な観光地にしようと藤田観光を誘致し、キャンプ場を1960年代後半の観光ブームの時期にオープンさせたが、瀬戸内海国立公園内のため大規模レジャー施設にするには制約があり、石油ショック後は業績が低迷し撤退した。その後に福武書店（現・ベネッセコーポレーション）創業者の福武哲彦と当時の町長・三宅親連が「直島文化村」づくりで意気投合、1989年に研修所・キャンプ場が安藤忠雄のマスタープランでオープン。さらにホテル・美術館建設が1992年に完成するなど拡大する。
当初美術館は浮き気味で町民の関心も薄かったが、町民の招待、島全体を使った現代美術展、本村「家プロジェクト」などを重ねることで、徐々に活動が町内の理解を得られるようになった。現在は、ベネッセハウスは町民の宴会や結婚式場の二次会場ともなっている（家プロジェクト第1弾の「角屋（かどや）」を創る時、アーティストの宮島達男は町民125人を公募して、作品を構成する125個のデジタル・カウンターの点滅速度を一人一人にセッティングしてもらい、地域住民参加という手法を取ることで現代アートという異質なものが保守的な土地に入って来ることに対する町民の反感、抵抗を払拭した）。

### ベネッセハウス活動の推移
1992年の開館当初は、ベネッセハウス内の直島コンテンポラリーアートミュージアムにおいてベネッセコーポレーションが以前から集めていた企業コレクションの美術品を常設展示し、同時に館内で企画展も行うという、各地の美術館と同様のスタイルであった。
その後、福武總一郎が当時のベネッセハウスのキュレーター秋元雄史と共に美術館外の海辺を舞台にした美術展（「Open Air '94 Out of Bounds ―海景の中の現代美術展―」、1994年）などを機縁に、安藤忠雄設計の個性の強いミュージアム建築（中立的なホワイトキューブではないため、コンクリート打ち放しの壁面の強烈な印象に作品が負けてしまう）や直島の海岸の風光にあわせて選定した美術家を招き、建物や周囲の海岸を見て設置場所を選んでもらい、その場所のためにプランを立て制作し、完成後は永久展示するという手法をとりはじめた。
1998年から2002年までの間に本村集落の古い民家などを舞台に「家プロジェクト」を行う。歴史のある集落の中で、永年人が暮らしていた家を舞台に、建物の中の展示物だけでなく、建物そのものを作品とするような空間作りを行い、集落の景観を整え、集落の中までアート活動を広げることになった。同時に2001年には宮ノ浦集落、三菱マテリアル関連施設までを舞台にした野外展「スタンダード展」を開催、国内外、島内外の多くの人に直島の魅力と直島のアート活動の10年の積み重ねを紹介した。
そのほか、ベネッセコーポレーションはヴェネツィア・ビエンナーレで若手美術家を対象にした「ベネッセ賞」を1995年より主催、賞金授与とともに直島訪問・作品恒久展示の特典を与えている。各作家のプロジェクトが進んでおり、すでに第1回受賞作家の蔡國強の作品「文化大混浴」が島の海岸に設置され、予約すれば入浴可能である。

### スタンダード展
2001年9月4日～12月16日に直島ほぼ全域を会場にして開催された、直島コンテンポラリーアートミュージアム開館10周年記念企画。人々が何百年も暮らしてきた家屋の一間、空家、路地、かつて三菱マテリアル社員の床屋や診療所、卓球場に使用されていた建物などが舞台となり、各会場で13名のアーティストが現代の日常をとらえた作品を展示した。タイトルの「スタンダード」は、「基準・規範」という意味であり、それぞれのアーティストが現代の日常的な問題をとらえ、形で示したものである。彼らが示す「スタンダード」に対し、見る側も、今という時代に何をとらえ、自分の位置をどう測っていくかを考えるというコンセプトであった。 
出品作家 
- 金村修「DON'T LOOK JAPAN」「MADAME MATERIAL MADAME」
- 中村政人「QSC+mV」
- 野口里佳「新しい島」
- 宮島達男「時の浮遊」
- 緑川洋一「灼熱に挑む-島の製錬所」「白い村-ある石灰工場の記録」
- 鷹取雅一「日記・21さい（男）」
- 村瀬恭子「Forest」「Shade」「Bikini」「Where you won't it's not endless」「Drop」「Surfboard」「I don't know where I am」
- 大竹伸朗「落合商店」
- 折元立身「アートママ」シリーズ
- 木下晋「100年の闇」「100年の視力」「100歳の手」「101歳の沈黙」
- 杉本博司「豊稔池ダム　佐野藤次郎　2001」
- 須田悦弘「直島インスタレイシヨン」
- 加納容子「のれん2001」

### スタンダード展2
2006年10月7日～12月24日、2007年2月24日～4月15日に渡って開催された「スタンダード展」の第2弾。「日常生活を支える生活基盤を『文化』の視点から見直し、芸術活動によって再構築していく」を基本テーマに11人のアーティストと1組の建築家が作品を展示した。

#### 出品作家
- 上原三千代　「直島の局」「八幡さんへの抜け道」「いつかは眠り猫」
- 大竹伸朗　「舌上夢/ボッコン覗」
- 小沢剛　「スラグブッダ88－豊島の産業廃棄物処理後のスラグで作られた88体の仏」
- 川俣正　「向島プロジェクト」
- 草間彌生　「赤かぼちゃ」
- 妹島和世+西沢立衛／SANAA　「空」
- デイヴィッド・シルヴィアン　「when loud weather buffeted Naoshima」
- 杉本博司　「ミルトア海、スーニオン」「南太平洋、テアライ」「イオニア海、サンタ・チェザーレア」
- 須田悦弘　「椿」
- 千住博　「ザ・フォールズ」「フォーリング・カラーズ」「グラス・フォールズ」「ウォーター・フォール」
- 三宅信太郎　「魚島潮坂蛸峠」
- 宮本隆司　「ピンホール　直島」

## 所蔵作品（屋内展示・野外展示）
ベネッセハウス館内（抜粋）
- ブルース・ナウマン 「100生きて死ね」
- ジャクソン・ポロック「黒と白の連続」

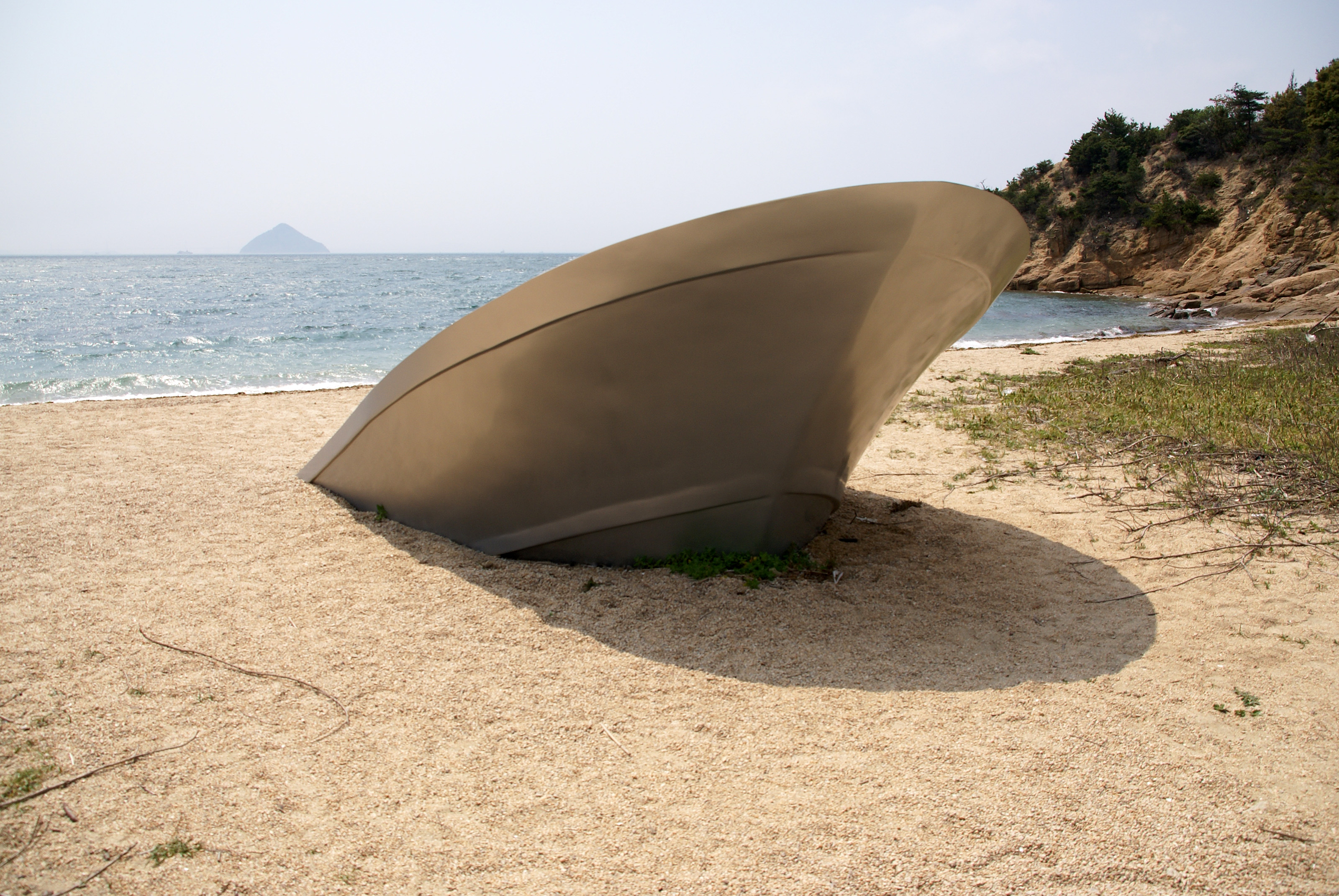
ベネッセハウス付近の砂浜にある大竹伸朗の作品「シップヤードワークス」

- フランク・ステラ「グランド・アルマダ」「シャーク・マサカ」
- ジョナサン・ボロフスキー「3人のおしゃべりする人」
- ジャン・ミッシェル・バスキア「グア・グア」
- 大竹伸朗 「シップヤードワークス 船底と穴」
- 須田悦弘 「雑草」
- ヤニス・クネリス「無題」
- リチャード・ロング「瀬戸内海のエイヴォン川の泥の環」ほか
- 蔡國強「文化大混浴　直島のためのプロジェクト　瓦のドローイング」
- 宮島達男「カウンター・サークル No.18」
- 杉本博司「タイム・エクスポーズド」
- 柳幸典「ザ・フォービドゥン・ボックス」「バンザイ・コーナー'96」
- 安田侃 「天秘」

屋外（抜粋）
- 草間彌生「南瓜」
- 蔡國強「文化大混浴 直島のためのプロジェクト」
- ウォルター・デ・マリア「Seen/Unseen Known/Unknown」
- 三島喜美代（英語版）「もうひとつの再生　2005-N」
- ジョージ・リッキー（英語版） 「三枚の正方形」
- 大竹伸朗 「シップヤード・ワークス」

家プロジェクト
- 宮島達男「時の海'98」「ナオシマ・カウンター・ウインドウ」「チェンジング・ランドスケープ」
- ジェームズ・タレル「バックサイド・オブ・ザ・ムーン」
- 内藤礼「このことを」
- 杉本博司「アプロプリエイト・プロポーション」
- 千住博「ザ・フォールズ」など19点
- 大竹伸朗「舌上夢/ボッコン覗」
- 須田悦弘「椿」

## 交通アクセス
- 高松駅から徒歩5分の高松港から船（四国汽船フェリー）で50分、宮浦港からバス20分
- 宇野駅から徒歩5分の宇野港から船（四国汽船フェリー）で20分、宮浦港からバス20分